# Acraea pseudatolmis
Acraea pseudatolmis är en fjärilsart som beskrevs av Eltringham 1912. Acraea pseudatolmis ingår i släktet Acraea och familjen praktfjärilar. Inga underarter finns listade i Catalogue of Life.